# George Antonysamy
George Antonysamy (Tiruchirappalli, 15 febbraio 1952) è un arcivescovo cattolico indiano, dal 21 novembre 2012 arcivescovo metropolita di Madras e Mylapore.

## Biografia

### Formazione e ministero sacerdotale
Terminati gli studi scolastici a Trichy, è entrato nel seminario minore di sant'Agostino. Dopo essere stato ordinato sacerdote il 19 novembre 1980 dal vescovo Thomas Fernando, ha conseguito la laurea in filosofia e successivamente la laurea magistrale in teologia presso l'Università Urbaniana di Roma.
Nel 1985 ha iniziato a prepararsi per il servizio diplomatico presso la Pontificia accademia ecclesiastica ed è entrato nel servizio diplomatico della Santa Sede il 1º marzo 1987, ha prestato successivamente la propria opera nelle rappresentanze pontificie in Indonesia, Algeria, Repubblica Centroafricana, Bangladesh, Lituania, Lettonia e Giordania. In particolare era presente in qualità di consigliere di nunziatura durante la firma dell'accordo tra la Santa Sede e rispettivamente la repubblica di Lituania e Lettonia, mentre nel 2002 è stato nominato incaricato d'affari dell'ambasciata vaticana in Giordania.
Conosce l'inglese, l'italiano, il tedesco, il francese e lo spagnolo.

### Ministero episcopale
Il 4 agosto 2005 papa Benedetto XVI lo ha nominato nunzio apostolico di Guinea, Liberia e Gambia, assegnandogli la sede titolare di Sulci ed elevandolo in pari tempo alla dignità di arcivescovo. Il 20 settembre è stato nominato nunzio apostolico di Sierra Leone.
Ha ricevuto l'ordinazione episcopale il 21 settembre successivo nella cattedrale di Tiruchirapalli dal cardinale Ivan Dias, arcivescovo metropolita di Bombay, co-consacranti Henryk Franciszek Hoser, arcivescovo titolare di Tepelta e segretario aggiunto della Congregazione per l'evangelizzazione dei popoli, ed Antony Devotta, vescovo di Tiruchirapalli.
Il 10 novembre 2005 è stato ricevuto in udienza privata dal Santo Padre.
Nel 2008 ha cessato di essere nunzio in Guinea.
Il 21 novembre 2012 lo stesso papa Benedetto XVI lo ha nominato arcivescovo metropolita di Madras e Mylapore, succedendo al predecessore Malayappan Chinnappa, dimessosi per raggiunti limiti d'età. Ha preso possesso dell'arcidiocesi il 27 gennaio 2013 ed ha ricevuto il pallio durante la celebrazione tenutasi a Roma in piazza san Pietro il 29 giugno.
Il 6 febbraio 2017 è stato nominato vicepresidente della Conferenza dei vescovi cattolici latini dell'India.
Nel maggio 2018 ha guidato manifestazioni e protestato contro la brutalità della polizia contro i manifestanti cattolici che si oppongono all'espansione di una fabbrica di rame. Ha detto che le proteste "hanno tratto ispirazione" dalla direttiva dell'enciclica Laudato si' di papa Francesco secondo cui "la Chiesa dovrebbe tornare alla sua missione di assistere i poveri e gli emarginati, portando avanti la causa dell'ambiente per coloro che più dipendono da esso".
Nel 2018 ha partecipato alla XV assemblea generale ordinaria del sinodo dei vescovi, dal tema: "I giovani, la fede e il discernimento vocazionale".
Il 20 maggio 2019 ha compiuto la visita ad limina.
Il 17 novembre 2020 papa Francesco lo ha nominato membro della Congregazione per l'evangelizzazione dei popoli.
Il 10 novembre 2022 è stato eletto vicepresidente della Conferenza dei vescovi cattolici dell'India.

## Genealogia episcopale e successione apostolica
La genealogia episcopale è:
- Cardinale Scipione Rebiba
- Cardinale Giulio Antonio Santori
- Cardinale Girolamo Bernerio, O.P.
- Arcivescovo Galeazzo Sanvitale
- Cardinale Ludovico Ludovisi
- Cardinale Luigi Caetani
- Cardinale Ulderico Carpegna
- Cardinale Paluzzo Paluzzi Altieri degli Albertoni
- Papa Benedetto XIII
- Papa Benedetto XIV
- Papa Clemente XIII
- Cardinale Marcantonio Colonna
- Cardinale Giacinto Sigismondo Gerdil, B.
- Cardinale Giulio Maria della Somaglia
- Cardinale Carlo Odescalchi, S.I.
- Cardinale Costantino Patrizi Naro
- Cardinale Lucido Maria Parocchi
- Papa Pio X
- Papa Benedetto XV
- Papa Pio XII
- Cardinale Eugène Tisserant
- Papa Paolo VI
- Cardinale Agostino Casaroli
- Cardinale Ivan Dias
- Arcivescovo George Antonysamy

La successione apostolica è:
- Arcivescovo Charles Edward Tamba (2008)
- Vescovo Andrew Jagaye Karnley (2011)
- Vescovo Charles Allieu Matthew Campbell (2011)
- Vescovo Ambrose Pitchaimuthu (2024)